# Wolfgang Heim

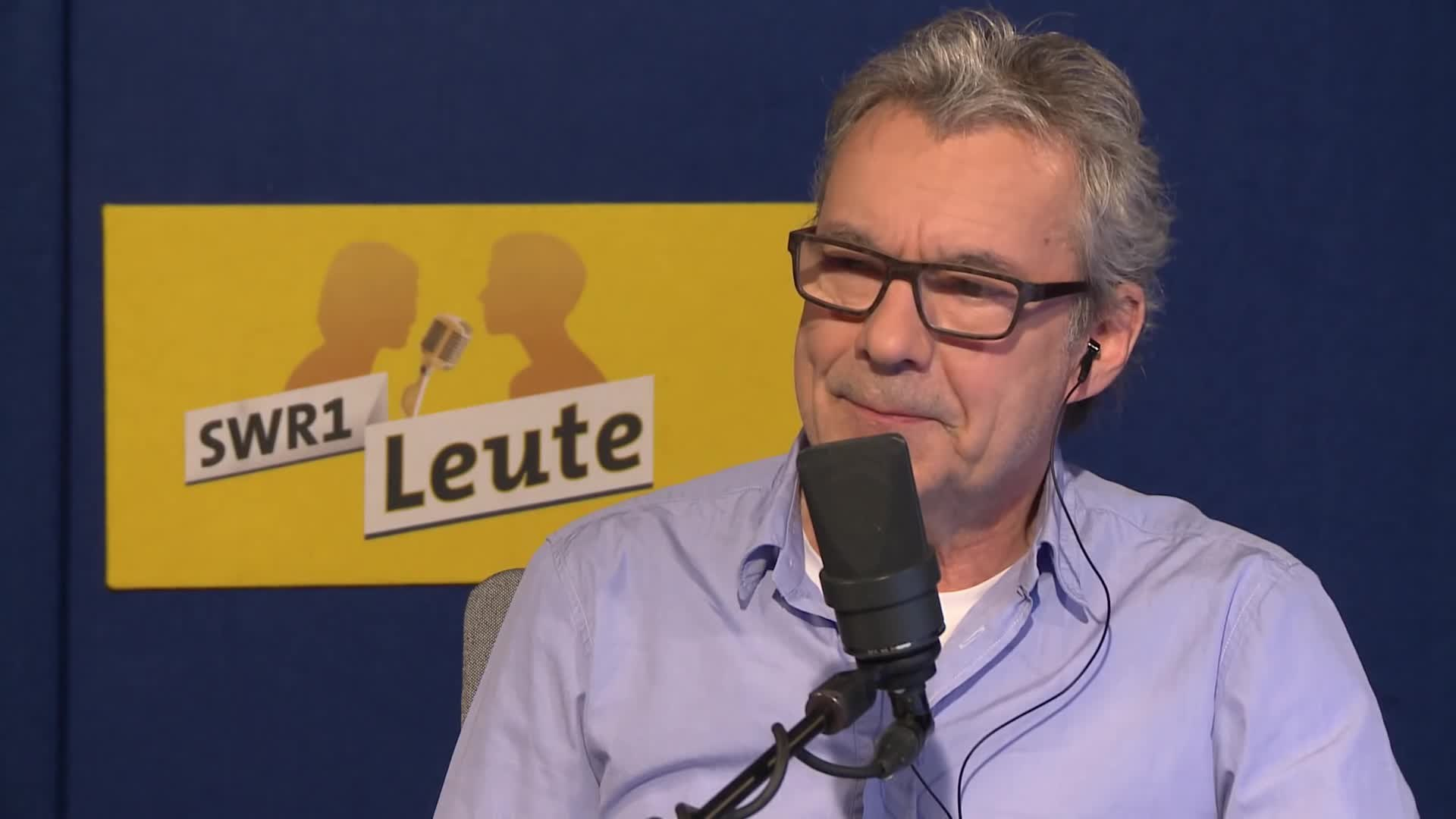
Wolfgang Heim während der Aufnahmen zu Leute 2019

Wolfgang Heim (* 1955 in Offenburg) ist ein deutscher Journalist und Radiomoderator.

## Leben und Wirken
Nach dem Abitur in Heilbronn und einem Studium der Germanistik und Politik in Stuttgart arbeitete Heim für verschiedene Zeitungen. Im Jahre 1980 begann er seine journalistische Tätigkeit für den Süddeutschen Rundfunk (SDR).
Heim entwickelte 1988 gemeinsam mit Stefan Siller die Interview-Sendung Leute, die er im Wechsel mit Siller erst im Radioprogramm SDR 3 moderierte und die seit der Fusion von SDR und SWF auf SWR1 Baden-Württemberg zu hören ist. Leute wird von Montag bis Freitag von 10 bis 12 Uhr live im Radio ausgestrahlt. Sonntags gibt es von 10 bis 12 Uhr Leute der Woche, einen Zusammenschnitt aus den Sendungen der vergangenen Woche. Seit März 2021 moderiert er außerdem gemeinsam mit der Journalistin Helena Piontek den Interview-Podcast Erzähl mir was Neues. Wolfgang Heim ging zum 1. Juli 2022 in den Ruhestand. Seit September 2022 veröffentlicht er jeden Sonntag unter der Überschrift Heimspiel ein Interview im Rahmen des Podcasts Apokalypse & Filterkaffee.

## Ehrungen und Auszeichnungen
Wolfgang Heim wurde 2007 mit dem Journalistenpreis der Opferschutzorganisation Weißer Ring ausgezeichnet. Er erhielt den zweiten Preis in der Kategorie TV/Hörfunk für die Folge Das Ende des familiären Glücks, in der er eine Mutter interviewt, deren achtjähriger Sohn missbraucht und ermordet worden war.